# Olin (Iowa)
Olin – miasto w Stanach Zjednoczonych, w stanie Iowa, w hrabstwie Jones. W 2000 roku liczyło 716 mieszkańców.